# Aegialitis
Aegialitis je maleni biljni rod u porodici vranjemilovki, dio reda klinčićolike. Postoje svega dvije priznate vrste, jedna iz tropske Azije, a druga iz Australije.

## Vrste
1. Aegialitis annulata R.Br.
2. Aegialitis rotundifolia Roxb.